# Mike Stuart
Pour les articles homonymes, voir Stuart.
Mike Brennan Stuart (né le 31 août 1980 à Chicago dans l'État de l'Illinois aux États-Unis) est un joueur professionnel américain de hockey sur glace. Il est le frère ainé de Mark Stuart et de Colin Stuart.

## Carrière
Après avoir passé quatre saisons avec les Tigers de Colorado College de la Western Collegiate Hockey Association, division de la National Collegiate Athletic Association, Mike devient le premier des trois frères Stuart à se voir être réclamé par une de la Ligue nationale de hockey lorsque les Predators de Nashville font de lui leur choix de cinquième tour lors du repêchage de 2000.
N'ayant été en mesure de décrocher un contrat avec Nashville, il signe à l'été 2002 avec les Blues de Saint-Louis rejoignant du coup leur club affilié dans la Ligue américaine de hockey, les IceCats de Worcester. Il fait le saut dans la LNH dès la saison suivante prenant part à deux rencontres avec les Blues avant d'être blessé au mois de janvier, blessure qui le tien à l'écart de la compétition pour le reste de la saison.
Devenu joueur autonome à l'été 2007, il rejoint les rangs du Graz 99ers de la ÖEL pour qui il dispute deux saisons avant de revenir en Amérique en 2009 avec les Steelheads de l'Idaho de l'ECHL.

## Statistiques de carrière

### En club
| Saison     | Équipe                     | Ligue      |    | Saison régulière | Saison régulière | Saison régulière | Saison régulière | Saison régulière |   | Séries éliminatoires | Séries éliminatoires | Séries éliminatoires | Séries éliminatoires | Séries éliminatoires |
| Saison     | Équipe                     | Ligue      | PJ | B                | A                | Pts              | Pun              | PJ               | B | A                    | Pts                  | Pun                  |                      |                      |
| 1998-1999  | Tigers de Colorado College | WCHA       | 40 | 2                | 12               | 14               | 44               | -                | - | -                    | -                    | -                    |                      |                      |
| 1999-2000  | Tigers de Colorado College | WCHA       | 32 | 2                | 5                | 7                | 26               | -                | - | -                    | -                    | -                    |                      |                      |
| 2000-2001  | Tigers de Colorado College | WCHA       | 33 | 1                | 13               | 14               | 36               | -                | - | -                    | -                    | -                    |                      |                      |
| 2001-2002  | Tigers de Colorado College | WCHA       | 35 | 3                | 9                | 12               | 46               | -                | - | -                    | -                    | -                    |                      |                      |
| 2002-2003  | Rivermen de Peoria         | ECHL       | 19 | 2                | 7                | 9                | 12               | -                | - | -                    | -                    | -                    |                      |                      |
| 2002-2003  | IceCats de Worcester       | LAH        | 41 | 1                | 5                | 6                | 19               | 3                | 0 | 0                    | 0                    | 2                    |                      |                      |
| 2003-2004  | IceCats de Worcester       | LAH        | 30 | 0                | 4                | 4                | 20               | -                | - | -                    | -                    | -                    |                      |                      |
| 2003-2004  | Blues de Saint-Louis       | LNH        | 2  | 0                | 0                | 0                | 0                | -                | - | -                    | -                    | -                    |                      |                      |
| 2004-2005  | IceCats de Worcester       | LAH        | 70 | 1                | 10               | 11               | 26               | -                | - | -                    | -                    | -                    |                      |                      |
| 2005-2006  | Rivermen de Peoria         | LAH        | 56 | 0                | 13               | 13               | 30               | 4                | 0 | 2                    | 2                    | 0                    |                      |                      |
| 2005-2006  | Blues de Saint-Louis       | LNH        | 1  | 0                | 0                | 0                | 0                | -                | - | -                    | -                    | -                    |                      |                      |
| 2006-2007  | Rivermen de Peoria         | LAH        | 63 | 0                | 9                | 9                | 56               | -                | - | -                    | -                    | -                    |                      |                      |
| 2007-2008  | Graz 99ers                 | EBEL       | 42 | 4                | 11               | 15               | 82               | -                | - | -                    | -                    | -                    |                      |                      |
| 2008-2009  | Graz 99ers                 | EBEL       | 50 | 8                | 12               | 20               | 62               | -                | - | -                    | -                    | -                    |                      |                      |
| 2009-2010  | Steelheads de l'Idaho      | ECHL       | 21 | 3                | 8                | 11               | 17               | -                | - | -                    | -                    | -                    |                      |                      |
| 2009-2010  | Lørenskog IK               | GET ligaen | 20 | 2                | 4                | 6                | 36               | 2                | 0 | 2                    | 2                    | 2                    |                      |                      |
| Totaux LNH | Totaux LNH                 | Totaux LNH | 3  | 0                | 0                | 0                | 0                | -                | - | -                    | -                    | -                    |                      |                      |

### En équipe nationale
| Année | Équipe     | Compétition | PJ | B | A | Pts | Pun | Résultat    |
| ----- | ---------- | ----------- | -- | - | - | --- | --- | ----------- |
| 2000  | États-Unis | CM Jr.      | 7  | 0 | 0 | 0   | 2   | 4e position |

## Honneurs et trophées
- Membre de l'équipe d'étoiles des recrues de la United States Hockey League en 1997.

## Transactions en carrière
- Repêchage 2000 ; réclamé par les Predators de Nashville (5e choix de l'équipe, 137e au total).
- 7 octobre 2002 ; signe à titre d'agent libre avec les Blues de Saint-Louis.
- été 2007 ; signe à titre d'agent libre avec les Graz 99ers de la Österreichische Eishockey-Liga en Autriche.

## Parenté dans le sport
- Frère de Colin Stuart, qui fut le choix de cinquième tour des Thrashers d'Atlanta lors du repêchage de 2001.
- Frère de Mark Stuart, qui fut le choix de premier tour des Bruins de Boston lors du repêchage de 2003 et qui évolue toujours pour cette équipe.